# Isocianeto de hidrogênio
O isocianeto de hidrogênio é um produto químico com a fórmula molecular HNC. É um tautômero menor de cianeto de hidrogênio (HCN). Sua importância no campo da astroquímica está ligada à sua onipresença no meio interestelar.